# Distrito de Savanne
Savanne es uno de los distritos de Mauricio. Su capital es la ciudad de Souillac. Según el censo del año 2000, el distrito tiene una población de 66.356 habitantes dentro de una superficie de 243 km².
- Datos: Q1053600
- Multimedia: Savanne District / Q1053600